# Ganarek
Ganarek es una variedad cultivar de ciruelo (Prunus domestica), de las denominadas ciruelas europeas, una variedad de ciruela oriunda de Líbano, en la zona de los alrededores de Beirut. Fruta de tamaño pequeño, con piel de color verde intenso, y en la pulpa el color bajo la piel suele ser del mismo color que ésta, aclarándose hacia el hueso donde suele ser verdosa clara o ambarina, transparente, textura medio firme, y sabor agrio pero no con exceso, refrescante, agradable.

## Sinonimia
- "Can Eric",
- "Ganerik".

## Historia
'Ganarek' variedad de ciruela local cuyos orígenes se sitúan en Líbano, en la zona de los alrededores de Beirut.

## Características
'Ganarek' tiene una talla de tamaño pequeño a mediano, de forma redondeada, presentando sutura bien visible, ancha, color verde más intenso que el del fruto, completamente superficial;epidermis no se aprecia pubescencia, su piel de color verde intenso; Pedúnculo de longitud largo, fino, pubescente, insertado en una cavidad peduncular media, poco profunda, suavemente rebajada en la sutura; pulpa bajo la piel suele ser del mismo color que ésta, aclarándose hacia el hueso donde suele ser verdosa clara o ambarina, transparente, textura medio firme, y sabor agrio pero no con exceso, refrescante, agradable.

Su tiempo de recogida de cosecha se inicia en su maduración durante la primera decena del mes de julio.

## Usos
La variedad de ciruela 'Ganarek' es muy popular en Beirut tanto para quién le guste el sabor agrio intenso se comen crudas de fruta fresca en mesa, y también se transforma en mermeladas, almíbar de frutas o compotas para quién le guste un sabor meloso.